# Wspólnota administracyjna Öhringen
Wspólnota administracyjna Öhringen – wspólnota administracyjna (niem. Vereinbarte Verwaltungsgemeinschaft) w Niemczech, w kraju związkowym Badenia-Wirtembergia, w rejencji Stuttgart, w regionie Heilbronn-Franken, w powiecie Hohenlohe. Siedziba wspólnoty znajduje się w mieście Öhringen, przewodniczącym jej jest Jochen K. Kübler.
Wspólnota administracyjna zrzesza jednną gminę miejską i dwie gminy wiejskie:
- Öhringen, miasto, 22 762 mieszkańców, 67,79 km²
- Pfedelbach, 8 986 mieszkańców, 41,28 km²
- Zweiflingen, 1 788 mieszkańców, 32,10 km²